# Río Guachicono
Der Río Guachicono ist ein ca. 115 km langer linker Nebenfluss des Río Patía im Südwesten Kolumbiens.

## Flusslauf
Der Río Guachicono entspringt auf einer Höhe von etwa 3750 m in der kolumbianischen Zentralkordillere an der Südwestflanke des 4580 m hohen Vulkans Sotará. Der Río Guachicono fließt anfangs 10 km nach Süden und wendet sich anschließend nach Westen und Nordnordwesten. Zwischen Flusskilometer 86 und 60 strömt er nach Westen. Bei Piedrasentada wendet sich der Río Guachicono nach Südwesten. Bei Flusskilometer 38, bei der Ortschaft Guachicono, mündet der Río Mazamorras von links in den Río Guachicono. Am Nordufer liegt bei Flusskilometer 15 die Ortschaft El Estrecho-Patía. Bei Flusskilometer 11 mündet der Río Sambingo von Süden kommend in den Río Guachicono. Dieser fließt nun nach Westen. 6,7 km oberhalb der Mündung überquert die Fernstraße I-25 (Popayán–Mojarras) den Fluss. Schließlich trifft der Río Guachicono auf den von Norden kommenden Río Patía.

## Hydrologie
Das Einzugsgebiet umfasst eine Fläche von etwa 2490 km². Es grenzt im Norden an das des Río Esmita, im Osten an das Quellgebiet des Río Magdalena, im Südosten an das Quellgebiet des Río Caquetá sowie im Süden an das Einzugsgebiet des Río Mayo. Der mittlere Abfluss des Río Guachicono beträgt 75 m³/s.